# Disney XD (Polska)
Disney XD – stacja telewizyjna przeznaczona dla dzieci i młodzieży, należąca do Disney-ABC Television Group i będąca jedną z regionalnych wersji międzynarodowej marki Disney XD. W Polsce wystartowała 19 września 2009, zastępując kanał Jetix, było to częścią międzynarodowego rebrandingu marki. Stacja początkowo kontynuowała emisję większości materiałów z Jetix, ale potem stopniowo wprowadzała na antenę nowe formaty produkowane na potrzeby kanałów Disneya. Grupą docelową kanału są chłopcy w wieku 6-15 lat, a jego ramówka jest oparta na programach typu live-action oraz serialach animowanych, skrót XD jest akronimem od angielskich słów Xtreme Digital. Oprócz filmów i seriali, Disney XD emituje krótkometrażowe programy w czasie przerw reklamowych. Do 9 kwietnia 2014 roku program emitowany był przez 18 godzin, od 6:00 do 24:00, a od 10 kwietnia jest emitowany 24 godziny na dobę.

## Historia
W 2009 roku, Walt Disney Company po uzyskaniu większościowych praw do kanałów Jetix od Fox Entertainment Group, podjął decyzję o konsolidacji i standaryzacji marek należących do niego stacji telewizyjnych. Pierwsza fuzja miała miejsce 13 lutego 2009 na rynku amerykańskim, gdzie nastąpiło połączenie kanałów Toon Disney i Jetix pod nową nazwą Disney XD. Jeszcze w lutym ogłoszono projekt światowego rebrandingu marki Jetix na Disney XD, który zaczął się od Francji 1 kwietnia 2009. W Polsce stacja wystartowała 19 września 2009 o godzinie 6:00 serialem Amerykański smok Jake Long.
W lipcu 2009 roku rozpoczęły się prace nad oficjalną stroną internetową, która pojawia się w sieci 28 sierpnia, oprócz niej początkowo uruchomiono portal Disney XD Center, którego zadaniem było przybliżenie kulis zmian nazwy kanału i ofertę programową nowej stacji − został on zamknięty w grudniu 2009 roku.
| Kalendarium Disney XD Polska | Kalendarium Disney XD Polska |
| Rok                          | Szczegóły |
| ---------------------------- | --- |
| 2009                         | 19 września Jetix Polska zmienił nazwę na Disney XD. Premiery seriali animowanych: Iron Man: Armored Adventures, Bujdy na resorach. Premiery seriali fabularnych: Aaron Stone, Zeke i Luther, Filip z przyszłości, Nie ma to jak statek. Premiery filmów: Iniemamocni, Bez granic, Wskakuj!, Tatastrofa; W ukrytej kamerze; Pokémon: Giratina i Strażnik Nieba; Leć, leć w przestworza; Podniebny pościg. Premiery programów: PRO XD; Movie surfer. |
| 2010                         | Premiery seriali animowanych: Bruno the Great; Kick Strach się bać; Zafalowani; Marvo Super Kurczak; Super Hero Squad; Niebywałe przypadki Przyssawek; Teraz Miki; Avengers: Potęga i moc; RoboDz. Premiery seriali fabularnych: Brian O’Brian; Przygody K9; Ja w kapeli; Szkoła Shredu; Power Rangers RPM; Connor Heath: Szpieg stażysta; Para królów. Premiery filmów: Johnny Tsunami; Pieskie życie; Wirtualny ideał; Kurczak Mały; Toy Story 2; Chłopięca przyjaźń; Motocrossed; Konkurs kulinarny; Irlandzkie szczęście; Australijska przygoda; Metamorfoza; Pokémon: Arceus i Klejnot Życia; Kudłaty zaprzęg; Dawno temu w trawie. Premiery programów: Next X US; Next X Europa. W czasie trwania żałoby narodowej w Polsce, spowodowanej katastrofą polskiego Tu-154 w Smoleńsku logo Disney XD znalazło się na czarnym tle. |
| 2011                         | Premiery seriali animowanych: Leci królik; Chip i Dale: Brygada RR; Lękosław Wiewiórka; Byle do przerwy; W jak wypas. Premiery seriali fabularnych: Ucieczka z Wyspy Skorpiona; Moja niania jest wampirem; Mr. Young; Z kopyta. Premiery filmów: Garbi − Super bryka; Niezwykła podróż; Brat zastępowy; Mali agenci; Randka z wampirem; Auta; Lemoniada Gada; Czarodzieje z Waverly Place: Film; Liceum Avalon; Pokémon: Zoroark, mistrz iluzji; Moja niania jest wampirem; Miasteczko Halloween; Fineasz i Ferb: Podróż w drugim wymiarze; Nie ma to jak bliźniaki: Film; Dżungla; Tarzan. Premiery programów: Gwiazdozbiór Fineasza i Ferba. |
| 2012                         | Premiery seriali animowanych: Legenda Tarzana; Timon i Pumba; Mega Spider-Man, Tron: Rebelia; Wodogrzmoty Małe; Slugterra; Akwalans; Zwierzęta w bieliźnie; Przygody Timmy’ego. Premiery seriali fabularnych: Fort Boyard: Ostateczne starcie; Chlupolot; Szczury laboratoryjne; Do dzwonka; Just Kidding!. Premiery filmów: Ultrapies; Flubber; Ratatuj; Król lew; Inspektor Gadżet; Pokémon: Czerń–Victimi i Reshiram; Król lew 3: Hakuna Matata; Król lew 2: Czas Simby; Tarzan 2; WALL·E; Let It Shine; George prosto z drzewa; Potwory i spółka; Piorun. Premiery programów: Puchar Quadów; Marvel Universe. |
| 2013                         | Premiery seriali animowanych: Max Steel; Randy Cunningham: Nastoletni ninja; Duch i nas dwóch; Pepesze; Denny obóz; Myszka Miki; Avengers: Zjednoczeni; Hulk i agenci M.I.A.Z.G.I. Premiery seriali fabularnych: Crash i Bernstein. Premiery filmów: Herkules; Rogate ranczo; Góra Czarownic; Załoga G; Rodzinka Robinsonów; Pokémon: Kyurem kontra miecz sprawiedliwości; Odlot; Nawiedzony dwór; W pozostałych rolach; Toy Story; Śnięty Mikołaj 2. 1 października nastąpiła zmiana obrazu z 4:3 na panoramiczny 16:9. |
| 2014                         | 10 kwietnia Disney XD rozpoczął 24-godzinną emisję. Do 9 kwietnia kanał nadawał w godzinach 06:00-24:00. Premiery seriali animowanych: Paczki z planety X; Doraemon; W tę i nazad; Strange Hill High; Głupczaki; Nowa szkoła króla; Bohaterowie Marvela: Doładowani na maxa; Star Wars: Rebelianci; Szczeżujski; Misja Lanfeusta; Supa Strikas: Piłkarskie rozgrywki; 7K. Premiery seriali fabularnych: Oddział specjalny; Japanizi: Gonić Gonić Gong; Horronin. Premiery filmów: Mój brat niedźwiedź; Kochanie zmniejszyłem dzieciaki; Iron Man & Hulk: Zjednoczeni; Gwiezdne wojny: Nowe Kroniki Yody; Ultimate X; Pokémon: Genesect i objawiona legenda; Wielki Joe; Uczeń czarnoksiężnika; Toy Story 3; Wakacje z trupami; Dzieciak; Czarna lista Świętego Mikołaja; Planeta skarbów. Premiery programów: Best Sports Ever.     |
| 2015                         | Premiery seriali animowanych: Bystrzaki kontra Paskudy; Podróże Justina; Mini ninjas; Penn Zero – bohater na pół etatu; Astro-małpy; Star Butterfly kontra siły zła; Miraculum: Biedronka i Czarny Kot. Premiery seriali fabularnych: Kirby Buckets. Premiery filmów: Biały Kieł; Biały Kieł 2: Legenda o Białym Wilku; Na psa urok; Wszystkie kłamstwa Jacka; Opowieści na dobranoc; Toy Story: Prehistoria; Mój brat niedźwiedź 2; Pokémon: Diancie i Kokon Zniszczenia; Przygody Nobity na Morzu Południowym; Zawinięci; Doraemon: Ludzie wiatru; Doraemon: Zielona planeta; Frankenweenie; Lis i Pies 2; Oliver i spółka; Przyjaciel świętego Mikołaja; Znów Wigilia; Mickey: Bajkowe święta; Świąteczne psiaki; Mickey: Bardziej bajkowe święta.                                                                               |
| 2016                         | 29 lutego Disney XD odświeżył logo oraz oprawę graficzną. Premiery seriali animowanych: Kornisz i Fistach; Strażnicy Galaktyki; Sadzone jaja; Atomowy Pacyn; Lego Star Wars: Przygody Freemakerów; Robal z przyszłości. Premiery seriali fabularnych: Szczury laboratoryjne: Jednostka elitarna. Premiery filmów: Mickey, Donald, Goofy: Trzej muszkieterowie; Lilo i Stich 2: Mały feler Sticha; Garbi znowu w trasie; 102 dalmatyńczyki; Potężne Kaczory; Bob i świąteczna kraksa; Egipskie psiaki. |
| 2017                         | Premiery seriali animowanych: Główka pracuje; Prawo Milo Murphy’ego; Spider-Man (serial animowany 2017); Zig i Sharko. Premiery seriali fabularnych: Wkręceni-nakręceni; K.C. Nastoletnia agentka; Mech-X4; Jedenastka; Anna i androidy. Premiery filmów: Pokémon: Hoopa i starcie wszech czasów; Gwiezdny zaprzęg; Robin Hood; Nowe szaty króla; Goofy na wakacjach. |
| 2018                         | Premiery seriali animowanych: Astroekipa; Greenowie w wielkim mieście; Strażnicy Galaktyki: Nikczemny plan Thanosa; Kacze opowieści (serial animowany 2017); Wielka szóstka: Serial; Avengers: Misja Czarnej Pantery; Kosmiczne kurczaki w kosmosie; Gwiezdne wojny: Ruch oporu. Premiery seriali fabularnych: Poradnik zakręconego gracza. Premiery filmów: Pokémon: Volcanion i mechaniczny zachwyt. |
| 2019                         | Premiery filmów: Następcy 3. |
| 2020                         | Premiery seriali animowanych: Płazowyż; Robale ziomale. |
| 2021                         | Premiery seriali animowanych: Kim Kolwiek; Hotel Transylwania: Serial; Dziewczyna, chłopak itd. Premiery filmów: Zombi; Miasteczko Halloween 2: Zemsta Kalabara. |
| 2022                         | Premiery seriali animowanych: Brenda i pan Whiskers, Molly i Duch. |
| 2023                         | Premiery seriali animowanych: Szkoła Wikingów; Ghostforce; Dronersi. Premiery filmów: |
| 2024                         | Premiery seriali animowanych: Premiery filmów: Chip i Dale: Brygada RR. |

## Programy Disney XD Polska

### Seriale animowane
Aktualnie w emisji:
- Dronersi
- Duch i nas dwóch
- Dzieciak kontra Kot
- Dziewczyna, chłopak itd.
- Falsyfikot
- Fineasz i Ferb
- Furiki
- Ghostforce
- Główka pracuje
- Greenowie w wielkim mieście
- Hotel Transylwania: Serial
- Kacze opowieści (2017)
- Kosmiczne kurczaki w kosmosie
- Miraculum: Biedronka i Czarny Kot
- Molly i Duch
- Myszka Miki (2013)
- Płazowyż
- Prawo Milo Murphy’ego
- Randy Cunningham: Nastoletni ninja
- Robale ziomale
- Sowi dom
- Spider-Man (2017)
- Star Butterfly kontra siły zła
- Szkoła Wikingów
- Wielka szóstka: Serial
- Wodogrzmoty Małe

Dawniej:
- 7K
- Ach, ten Andy!
- Akwalans
- Amerykański smok Jake Long
- Astroekipa
- Astro-małpy
- Atomowy Pacyn
- Avengers: Misja Czarnej Pantery
- Avengers: Potęga i moc
- Avengers: Zjednoczeni
- Bohaterowie Marvela: Doładowani na maksa
- Brenda i pan Whiskers
- Bruno the Great
- Bujdy na resorach
- Byle do przerwy
- Bystrzaki kontra Paskudy
- Chip i Dale: Brygada RR
- Denny obóz
- Doraemon
- Fantastyczna Czwórka (1994)
- Galactik Football
- Głupczaki
- Hulk i agenci M.I.A.Z.G.I.
- Incredible Hulk (1996)
- Iron Man: Armored Adventures
- Iron Man: Obrońca dobra
- Jerry i paczka
- Jimmy Cool
- Kick Strach się bać
- Kim Kolwiek
- Kornisz i Fistach
- Król szamanów
- Leci królik
- Legenda Tarzana
- Lego Star Wars: Przygody Freemakerów
- Lękosław Wiewiórka
- Magi-Nation
- Marvo Super Kurczak
- Max Steel
- Mega Spider-Man
- Mini ninjas
- Misja Lanfeusta
- Niebywałe przypadki Przyssawek
- Nowa szkoła króla
- Odlotowe agentki
- Paczki z planety X
- Penn Zero – bohater na pół etatu
- Pepesze
- Podróże Justina
- Pokémon
- Przygody Timmy’ego
- Robal z przyszłości
- RoboDz
- Sadzone jaja
- Slugterra
- Sówka
- Spider-Man (1994)
- Star Wars: Rebelianci
- Strange Hill High
- Strażnicy Galaktyki
- Strażnicy Galaktyki: Nikczemny plan Thanosa
- Supa Strikas: Piłkarskie rozgrywki
- Super Hero Squad
- Szczeżujski
- Świat Questa
- Teraz Miki
- Timon i Pumba
- Tron: Rebelia
- Ulica Dalmatyńczyków 101
- W jak wypas
- W tę i nazad
- X-Men (1992)
- Yin Yang Yo!
- Zafalowani
- Zeke i Luther
- Zig i Sharko
- Zwierzęta w bieliźnie

### Seriale fabularne
Aktualnie w emisji:
- Jedenastka
- Mech-X4
- Szczury laboratoryjne

Dawniej:
- Aaron Stone
- Anna i androidy
- Brian O’Brian
- Chlupolot
- Connor Heath: Szpieg stażysta
- Crash i Bernstein
- Filip z przyszłości
- Fort Boyard: Ostateczne starcie
- H2O – wystarczy kropla
- Horronin
- Ja w kapeli
- Japanizi: Gonić Gonić Gong
- Just Kidding!
- K.C. nastoletnia agentka
- Kirby Buckets
- Moja niania jest wampirem
- Mr. Young
- Nie ma to jak hotel
- Oddział specjalny
- Para królów
- Poradnik zakręconego gracza
- Power Rangers: Furia dżungli
- Power Rangers RPM
- Przygody K9
- Suite Life: Nie ma to jak statek
- Szczury laboratoryjne: Jednostka elitarna
- Szkoła Shredu
- Ucieczka z Wyspy Skorpiona
- Z kopyta
- Zeke i Luther

### Programy
Dawniej:
- Best Sports Ever
- Gwiazdozbiór Fineasza i Ferba
- Marvel Universe
- Movie surfer
- Next X Europa
- Next X US
- PRO XD
- Puchar Quadów

### Filmy
- 102 dalmatyńczyki (2000)
- Ale cyrk! (2011)
- Australijska przygoda (2001)
- Auta (2006)
- Biały Kieł (1991)
- Biały Kieł 2: Legenda o Białym Wilku (1994)
- Bob i świąteczna kraksa (2015)
- Brat zastępowy (2010)
- Bez granic (2005)
- Chip i Dale: Brygada RR (2022)
- Chłopięca przyjaźń (2005)
- Czarna lista Świętego Mikołaja (2013)
- Czarodzieje z Waverly Place: Film (2009)
- Dawno temu w trawie (1998)
- Doraemon: Ludzie wiatru (2003)
- Doraemon: Zielona planeta (2008)
- Dwanaście okrążeń (2001)
- Dzieciak (2000)
- Dzielny pies Rusty (1998)
- Dżungla (2006)
- Egipskie psiaki (2012)
- Faceci w bieli (1998)
- Fineasz i Ferb: Podróż w drugim wymiarze (2011)
- Flubber (1997)
- Frankenweenie (2012)
- Garbi: super bryka (2005)
- Garbi znowu w trasie (1974)
- George prosto z drzewa (1997)
- Goofy na wakacjach (1995)
- Góra Czarownic (2009)
- Herkules (1997)
- Iniemamocni (2004)
- Inspektor Gadżet (1999)
- Irlandzkie szczęście (2001)
- Iron Man & Hulk: Zjednoczeni (2013)
- Johnny Kapahala: Z powrotem na fali (2007)
- Johnny Tsunami (1999)
- Kochanie, zmniejszyłem dzieciaki (1989)
- Konkurs kulinarny (2003)
- Król lew (1994)
- Król lew II: Czas Simby (1998)
- Król lew 3: Hakuna matata (2004)
- Kudłaty zaprzęg (2008)
- Kurczak Mały (2005)
- Leć, leć w przestworza (2000)
- Lemoniada Gada (2011)
- Let It Shine (2012)
- Liceum Avalon (2010)
- Lilo i Stich 2: Mały feler Sticha (2005)
- Lis i Pies 2 (2006)
- Mali agenci (2001)
- Marzenia na Gwiazdkę (1996)
- Matki w mackach Marsa (2011)
- Metamorfoza (1999)
- Miasteczko Halloween (1998)
- Miasteczko Halloween II: Zemsta Kalabara (2001)
- Mickey: Bajkowe święta (1999)
- Mickey: Bardziej bajkowe święta (2004)
- Mickey, Donald, Goofy: Trzej muszkieterowie (2004)
- Mistrzowie golfa (1998)
- Moja niania jest wampirem (2010)
- Mój brat niedźwiedź (2003)
- Mój brat niedźwiedź 2 (2006)
- Na psa urok (2006)
- Następcy 3 (2019)
- Nawiedzony dwór (2003)
- Nie ma to jak bliźniaki: Film (2011)
- Niezwykła podróż (1993)
- Nowe szaty króla (2000)
- Odlot (2009)
- O, kurczę! (2009)
- Oliver i spółka (1988)
- Opowieści na dobranoc (2008)
- Pieskie życie (2005)
- Piorun (2008)
- Planeta skarbów (2002)
- Podniebny pościg (2009)
- Pokémon: Arceus i Klejnot Życia (2009)
- Pokémon: Czerń–Victini i Reshiram (2011)
- Pokémon: Diancie i Kokon Zniszczenia (2013)
- Pokémon: Genesect i objawiona legenda (2013)
- Pokémon: Giratina i Strażnik Nieba (2008)
- Pokémon: Hoopa i starcie wszech czasów (2015)
- Pokémon: Kyurem kontra Miecz Sprawiedliwości (2012)
- Pokémon: Volcanion i mechaniczny zachwyt (2016)
- Pokémon: Zoroark, mistrz iluzji (2010)
- Potężne Kaczory (1992)
- Potwory i spółka (2001)
- Projekt Merkury (2000)
- Przygody Nobity na Morzu Południowym (1998)
- Przyjaciel świętego Mikołaja (2010)
- Randka z wampirem (2000)
- Ratatuj (2007)
- Rebelianci: Iskra Rebelii (2014)
- Robin Hood (1973)
- Rodzina Addamsów: Zjazd rodzinny (1998)
- Rodzinka Robinsonów (2007)
- Rogate ranczo (2004)
- Śnięty Mikołaj 2 (2002)
- Świąteczne psiaki (2009)
- Świąteczny bunt (1998)
- Tajmiaki (2007)
- Tarzan (1999)
- Tarzan 2: Początek legendy (2005)
- Tatastrofa (2009)
- Toy Story (1995)
- Toy Story 2 (1999)
- Toy Story 3 (2010)
- Toy Story: Prehistoria (2014)
- Uczeń czarnoksiężnika (2010)
- Ultimate X (2014)
- Ultrapies (2007)
- WALL·E (2008)
- Wakacje z trupami (2013)
- Wendy Wu − Nastoletnia wojowniczka (2006)
- Wielki Joe (1998)
- Wirtualny ideał (2004)
- W pozostałych rolach (2007)
- Wskakuj! (2007)
- Wszystkie kłamstwa Jacka (2014)
- W ukrytej kamerze (2003)
- Załoga G (2009)
- Zawinięci (2014)
- Znów Wigilia (2014)
- Zombi (2017)
- Życzenie wigilijne Richiego Richa (1998)